# 張耀
張 耀（ちょう よう、503年 - 565年）は、中国の北魏末から北斉にかけての官僚。名は曜とも書かれる。字は霊光。本貫は上谷郡昌平県。

## 経歴
晋州長史の張鳳の子として生まれた。給事中を初任とし、司徒水曹行参軍に転じた。普泰元年（531年）、高歓が信都で起兵すると、張耀は中軍大都督の韓軌の下で府長史をつとめた。韓軌が瀛冀二州刺史に任ぜられると、張耀は韓軌の下で諮議参軍となった。後に御史による弾劾を受け、州府の同僚や韓軌の側近たち100人あまりが収賄の罪で検挙されたが、張耀ひとりが無罪で赦免された。丞相府倉曹として召された。
武定7年（549年）、高洋が高澄の後を嗣ぐと、張耀は相府掾に転じた。天保元年（550年）、文宣帝（高洋）が即位すると、張耀は都亭郷男の爵位を受け、摂倉庫二曹事をつとめた。秘書丞に転じ、尚書右丞となった。あるとき文宣帝が外出して、張耀が留守をつとめたことがあった。文宣帝が夜中に帰ってきたが、張耀は門を開かず、兵士に厳重に警備させていた。文宣帝は門の外で長らくうろうろしていたが、しびれを切らしてせきたてた。張耀は火をもって顔を確認すると門を開き、ひとり進み出て文宣帝と面会した。文宣帝は「卿は郅君章に学んでほしいものだ」と笑って言った。文宣帝は張耀の後について門から入ると、張耀に褒美を与えた。張耀は南青州刺史となったが、赴任しなかった。乾明元年（560年）、高演が丞相となると、張耀は秘書監に累進した。
張耀は北斉の歴代に仕えて、謹直につとめあげ、過ちがなかった。俸禄は一族に分け与えて、自身は質素な生活を送った。『春秋』を読むのを好み、『春秋左氏伝』を研鑽して、賈梁道にたとえられた。天統元年（565年）、武成帝の朝議の場で、張耀が上奏したとき、突然の発作を起こして御前に倒れこんだ。武成帝が座を下りて張耀に呼びかけたが、答えはなかった。武成帝は「我が良臣を失うのか」と泣いて言った。10日ほどして死去した。享年は63。開府儀同三司・尚書右僕射・燕州刺史の位を追贈された。諡は貞簡といった。

## 伝記資料
- 『北斉書』巻25 列伝第17
- 『北史』巻55 列伝第43